# 29

## Eventos
- 202a olimpíada: Hermógenes do Pérgamo, vencedor do estádio.[1]
- Caio Fúfio Gêmino e Lúcio Rubélio Gêmino[Nota 1] (ou Caio [Nota 2]), cônsules romanos.[2][3]
- Janeiro: Jesus é batizado, e passa quarenta dias no deserto.[3]
- Março: Jesus inicia sua pregação.[3]
- 28 de Março: Páscoa.[3] Lívia Drusa